# Chirat-l'Église
Chirat-l'Église è un comune francese di 136 abitanti situato nel dipartimento dell'Allier della regione dell'Alvernia-Rodano-Alpi.

## Società

### Evoluzione demografica
Abitanti censiti